# فرودگاه جورج تاون (استرالیا)
فرودگاه جورج تاون (استرالیا) (به انگلیسی: George Town Aerodrome) یک فرودگاه خصوصی با کد یاتا GEE است که یک باند فرود آسفالت دارد و طول باند آن ۱۰۰۰ متر است. این فرودگاه در کشور استرالیا قرار دارد و در ارتفاع ۴۰ متری از سطح دریا واقع شده‌است.